# Lukoleditalbahn
| Mingoyo–Narunyu | Mingoyo–Narunyu     |
| --------------- | ------------------- |
| Streckenlänge:  | 18 km               |
| Spurweite:      | 600 mm (Schmalspur) |
|                 |                     |

Die Lukoleditalbahn  in der Kolonie Deutsch-Ostafrika wurde für die Baumwollplantagen im Bezirk Lindi erbaut.

## Geschichte
Die Lukoleditalbahn, auch Lindibaumwollbahn genannt, wurde im Süden von Deutsch-Ostafrika erbaut, im Bezirk Lindi. Im Bezirk Lindi nahm der Baumwollanbau einen erheblichen Aufschwung und so wurde eine 60-cm-spurige Kleinbahn für Lokomotivbetrieb in Bau gegeben. Die Bahn begann in Mingoyo und führte nach Narunyu (18 km), am Eingang in das Lukoledital. 
Der Bau erfolgte 1913/14 und führte vom Lindi Creek aus das Lukoledital aufwärts. Bei Kriegsausbruch im August 1914 soll sie „in vollem Betriebe“ gewesen sein.
Die europäischen Pflanzungen wie auch die Baumwollstation der Regierung in Malliva erhielten durch die Bahn eine bessere Absatzmöglichkeit für ihre Baumwollerzeugnisse nach der Küste. Von der Hafenstadt Lindi war dann die Verschiffung der durch die Bahn an die Küste gefahrenen Güter möglich.